# The 1st Album
 (novembre 2009).
Si vous disposez d'ouvrages ou d'articles de référence ou si vous connaissez des sites web de qualité traitant du thème abordé ici, merci de compléter l'article en donnant les références utiles à sa vérifiabilité et en les liant à la section « Notes et références ».
Albums de Modern Talking
Let's Talk About Love
(1985)
Singles
The 1st Album est le premier album du groupe allemand Modern Talking sorti le 1er avril 1985. Cet album a rencontré un succès très important, grâce à son titre principal You're My Heart, You're My Soul.
Environ 6 millions d'exemplaires de cet album se sont vendus à travers le monde.[réf. souhaitée]
The 1st Album est resté 43 semaines dans le Top 50 allemand, dont 18 dans le Top 10 et 4 semaines en première position[réf. souhaitée].

## Titres
1. You're My Heart, You're My Soul - 5:36
2. You Can Win If You Want - 3:53
3. There's Too Much Blue in Missing You - 4:41
4. Diamonds Never Made a Lady - 4:05
5. The Night is Yours - The Night is Mine - 5:32
6. Do You Wanna - 4:24
7. Lucky Guy - 3:31
8. One in a Million - 3:43
9. Bells of Paris - 4:16